# Mayagryllus tumbalaensis
Mayagryllus tumbalaensis är en insektsart som beskrevs av Desutter-grandcolas 1993. Mayagryllus tumbalaensis ingår i släktet Mayagryllus och familjen syrsor. Inga underarter finns listade i Catalogue of Life.